# ميروسلاف زيفكوفيتش
ميروسلاف زيفكوفيتش (بالصربية: Мирослав Живковић)‏ هو رسام صربي، ولد في 1934 في Gornje Krnjino ‏ في صربيا، وتوفي في 2009 في Pirot ‏ في صربيا.

## معرض صور

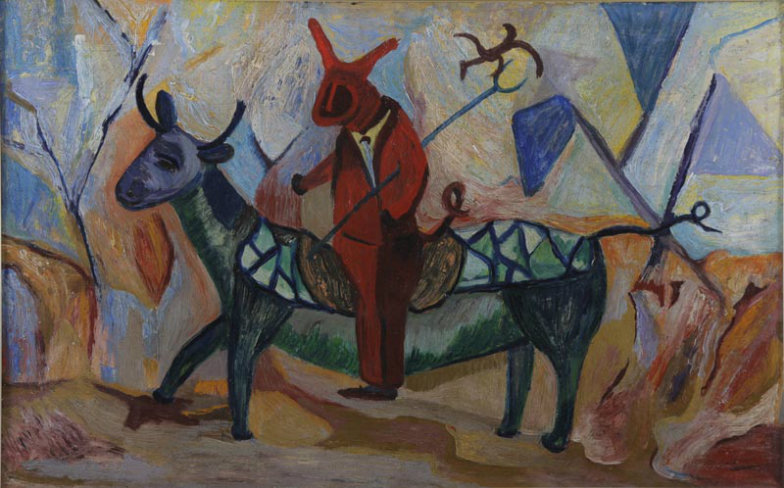
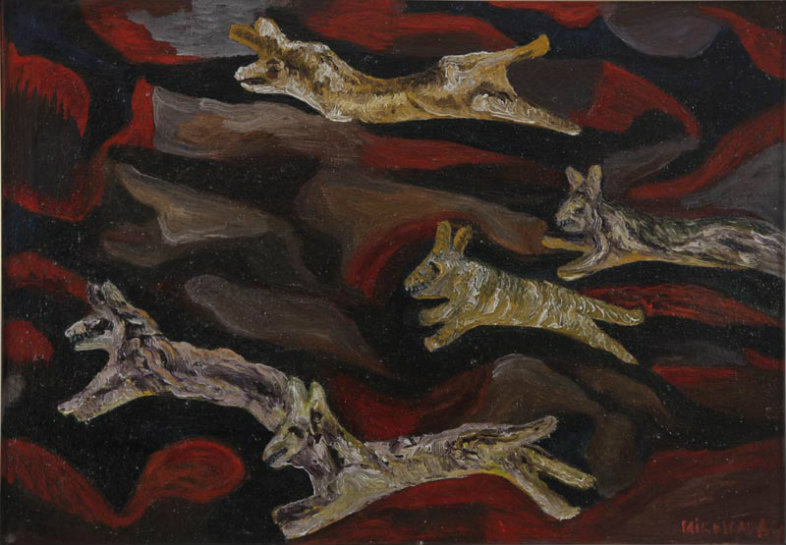
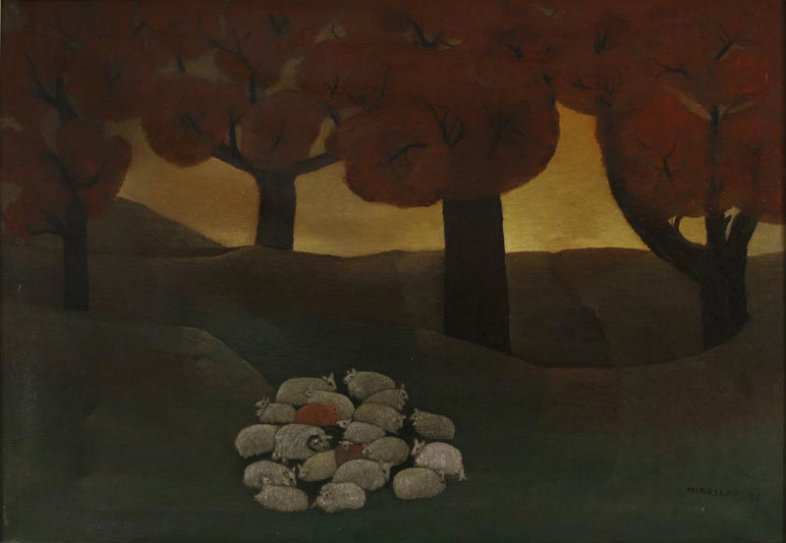

## وصلات خارجية
- الموقع الرسمي